# Купанг
Купанг (індонез. Kupang, МФА [ˈkupaŋ]) — місто в Індонезії, на Західному Тиморі, адміністративний центр провінції Східні Малі Зондські острови. Жваві транспортні, торгові та адміністративні зв'язки з сусідніми островами. Населення близько 450 000 жителів. За 45 км від міста — заповідник Таман Вісата Камплонг з цікавими печерами і озерами.

## Історія
Важливий порт і торговий пункт часів колоніального панування Португалії та Голландії. У місті досі збереглися сліди архітектури європейських колоністів. У першій половині XX століття місто відігравало важливу роль як місце дозаправки літаків, які здійснюють дальні рейси між Європою і Австралією. Під час конфлікту на Східному Тиморі в місті перебували бази індонезійських військ.

## Клімат
Місто знаходиться у зоні, котра характеризується кліматом тропічних саван. Найтепліший місяць — жовтень із середньою температурою 28.9 °C (84 °F). Найхолодніший місяць — липень, із середньою температурою 26.7 °С (80 °F).
| Клімат Купанга          | Клімат Купанга | Клімат Купанга | Клімат Купанга | Клімат Купанга | Клімат Купанга | Клімат Купанга | Клімат Купанга | Клімат Купанга | Клімат Купанга | Клімат Купанга | Клімат Купанга | Клімат Купанга | Клімат Купанга |
| Показник                | Січ.           | Лют.           | Бер.           | Квіт.          | Трав.          | Черв.          | Лип.           | Серп.          | Вер.           | Жовт.          | Лист.          | Груд.          | Рік            |
| Абсолютний максимум, °C | 40             | 36             | 37             | 37             | 40             | 37             | 42             | 37             | 37             | 42             | 37             | 37             | 42             |
| Середній максимум, °C   | 28             | 28             | 29             | 31             | 31             | 30             | 30             | 30             | 31             | 32             | 31             | 30             | 30             |
| Середня температура, °C | 27             | 27             | 27             | 28             | 28             | 27             | 26             | 27             | 28             | 28             | 28             | 27             | 27             |
| Середній мінімум, °C    | 25             | 24             | 24             | 25             | 25             | 24             | 23             | 23             | 24             | 25             | 25             | 25             | 24             |
| Абсолютний мінімум, °C  | 22             | 21             | 20             | 18             | 19             | 17             | 17             | 17             | 17             | 18             | 21             | 21             | 17             |
| Норма опадів, мм        | 350            | 320            | 210            | 60             | 30             | 10             | 10             | 0              | 0              | 20             | 80             | 220            | 1410           |
| ----------------------- | -------------- | -------------- | -------------- | -------------- | -------------- | -------------- | -------------- | -------------- | -------------- | -------------- | -------------- | -------------- | -------------- |
| Джерело: Weatherbase    |                |                |                |                |                |                |                |                |                |                |                |                |                |